# Богданов, Андрей Владимирович
Андре́й Влади́мирович Богда́нов (род. 31 января 1970, Можайск, Московская область, РСФСР, СССР) — российский политтехнолог и политик, кандидат на должность Президента России на выборах 2008 года, великий мастер Великой ложи России, 33° Древнего и принятого шотландского устава, один из учредителей и лидеров партии «Правое дело» (2008—2012 годы), один из основных учредителей «Демократической партии России», «Российской партии свободы и справедливости», «Народной партии России», новой «Социал-демократической партии России», партии «Гражданская позиция», «Народный альянс» и «Союз горожан», блока «Третья сила».
Кандидат на президентских выборах 2024 года от «Российской партии свободы и справедливости».

## Биография
Богданов родился 31 января 1970 года в городе Можайске Московской области в многодетной русско-татарской семье. Отец — Владимир Андреевич, русский, полковник Советской армии. Мать — Лариса Абдраимовна, татарка, инженер НПО «Взлёт», одного из головных предприятий Министерства радиопромышленности СССР.
Окончил школу № 1000 в Солнцево (в этой же школе ранее учился и его будущий политический соперник Михаил Касьянов). После окончания школы учился в Рижском высшем военном авиационном инженерном училище имени Якова Алксниса.

## Политическая деятельность
Политическую деятельность начал в 1990 году в Демократической партии России (ДПР). Андрей Богданов, по его собственным словам, начал политическую карьеру рядовым активистом Солнцевской районной организации, а позднее создал и возглавил Молодёжный союз ДПР, став при этом членом политсовета партии (занимал этот пост до 1994 года). В 1991—1994 годах Богданов занимал различные руководящие должности в исполнительном комитете ДПР, в частности, секретаря ЦК Демократической партии России. 10 декабря 1991 года организовывал митинг против Беловежских соглашений. В июне 1992 года Богданов вошёл в состав политсовета «Гражданского Союза» (лидер — Аркадий Вольский). Тем же летом, после визита в составе делегации ДПР в Приднестровье, создал благотворительный фонд для сбора денег, медикаментов и продуктов питания для защитников Приднестровской Республики.
В 1993 году Богданов окончил Российскую экономическую академию имени Плеханова. В декабре 1993 года Богданов принимал участие в выборах в Государственную Думу РФ первого созыва по списку ДПР (Университетский округ № 201, Москва). В Думу не прошёл, несмотря на то, что ДПР успешно преодолела 5-процентный барьер, набрав 5,52 процента голосов избирателей.
В 1996 году стал заведующим договорно-правовым сектором Института социально-экономических проблем. В том же году занял пост заместителя председателя ДПР, а в 1997 году был избран председателем Московского регионального отделения партии.
В 1995 году Богданов пришёл на работу в информационно-аналитический центр «Новоком», в 1997 году стал его вице-президентом (президентом ИАЦ был Алексей Кошмаров), работал в нём до 2002 года. По данным ряда изданий, «Новоком» занимался имиджмейкерством, политтехнологиями и профессиональным партстроительством, также упоминался в СМИ как подразделение Фонда эффективной политики Глеба Павловского. Будучи сотрудником «Новокома», Богданов участвовал в качестве топ-менеджера в избирательных кампаниях в 38 регионах России и СНГ. Ряд СМИ называли Богданова «своеобразным рекордсменом» в деле партстроительства, поскольку он выступил создателем более чем десятка федеральных партий. В одном из интервью он сообщал, что «работал» с Демократической партией России, Объединённой российской партией «Русь» (баллотировался по списку этой партии в Государственную думу на выборах 2003 года), «Единой Россией», Российской партией пенсионеров, Союзом акционеров АО «МММ», Партией народного капитала Сергея Мавроди, а также занимался созданием «Сильной России» и «Народно-патриотического движения» (две последние, по признанию своего создателя, так и остались невостребованными). При этом Богданов утверждал: «Мне все равно, какую партию делать, ориентация зависит от заказчика». Отмечалось также, что создание партий «под ключ» — очень выгодный бизнес, особенно когда заказ поступает из администрации президента РФ, как это было в 2000 году в связи с созданием «Единой России». В 2005 году Богданов, раскрывая «кухню партстроительства», утверждал: «Сейчас меньше чем за 1 миллион долларов за создание партий никто не берется».
СМИ, писавшие о ДПР, отмечали, что после 1996 года для партии "начался период «летаргического сна», когда она, «как товар на рынке, переходила из рук одного покупателя к другому». В партийной биографии Богданова тогда также появились «белые пятна»: «…совсем непонятно, кем он был в партии (ДПР) примерно с конца 90-х по 2004-й год», — отмечало, в частности, Радио «Свобода». Сам Богданов в своей биографии на сайте ДПР сообщал, что в 1998 году он был избран членом политсовета и одним из четырёх заместителей председателя Национального комитета ДПР.
В 1999 году Богданов возглавил управление общественных связей ЦИК «Единой России» (по некоторым данным, покинул его со скандалом). На учредительном съезде «Единой России» 1 декабря 2001 года был избран членом Центрального политического совета партии. Руководил им 2002—2003 годах. В 2003 году Богданова избрали ответственным секретарём «Всероссийского комитета граждан за честные выборы». В сентябре 2004 года вышел из «Единой России».
В 2005 году Богданов стал участником событий, вызвавших раскол в ДПР. Партию пожелал возглавить бывший премьер-министр РФ Михаил Касьянов, заявивший о намерении создать на её основе широкую демократическую оппозицию. 10 декабря 2005 года на московской конференции ДПР председателем московского отделения партии был избран занимавший в прошлом пост главы секретариата Касьянова в правительстве РФ Константин Мерзликин. На другой день это решение было отменено и московское отделение возглавил брат Богданова Тимур Богданов. 17 декабря съезд (впоследствии его называли конференцией) ДПР, организованный сторонниками Касьянова, пришлось перенести в Измайловский гостиничный комплекс, так как из здания офиса партии в центре Москвы «касьяновцев» вытеснили «богдановцы», собравшиеся в тот же день на собственный съезд. На нём Богданов был избран лидером партии и Председателем Центрального Комитета ДПР (за его кандидатуру проголосовали 212 участников съезда, 13 человек поддержали экс-премьера России, чья фамилия также была внесена в избирательные бюллетени). Был основным разработчиком программы партии «12 шагов в Европу: ориентиры на десятилетие».
Комментируя эти события, Радио «Свобода», ссылаясь на однопартийцев Богданова, утверждало, что новый лидер ДПР «начал проявлять себя активно лишь тогда, когда подошло время перерегистрировать партию» (перерегистрация понадобилась в соответствии с требованиями нового закона, обязывающего партии иметь не менее 50 тысяч членов). Отмечалось также, что некоторые члены ЦК ДПР отзывались о своей организации как о «партии одноразового использования», которой была обещана «спокойная перерегистрация» за отказ Касьянову в лидерстве, однако сам Богданов отрицал наличие поддержки со стороны Кремля. Тогда же источник ИА «МК-Новости» в Государственной Думе высказал предположение о том, что бренд ДПР мог быть перекуплен оппозиционным предпринимателем Борисом Березовским, чтобы «оживить следующий цикл федеральных выборов».
В мае 2006 года партия, возглавляемая Богдановым, провела учредительный съезд молодёжного союза ДПР «Преемники» (представители партийного руководства подчеркивали, что молодёжная организация не создается, а воссоздается, потому что в 90-х годах она уже существовала, но потом распалась). Однако информация о том, кто именно возглавил «молодёжное крыло» ДПР, была противоречивой: «Газета» сообщала, что делегаты поддержали кандидатуру известного интернет-деятеля Ярослава Грекова (известного в Сети как Моська Рунета), Радио «Свобода» называло президентом молодёжного союза самого Богданова. На сайте ДПР значилось, что Богданов стал почетным президентом движения, а пост его исполнительного федерального секретаря заняла студентка Государственного университета управления Мария Сергеева.
В сентябре 2006 года Богданов поддержал идею референдума по вопросу об объединении Москвы и Московской области. Он также предложил перенести столицу в подмосковный город Одинцово в случае, если вопрос об объединении будет решён положительно:

Сюда можно перевести все государственные структуры за исключением резиденции президента. Из Барвихи в Одинцово можно доехать за 5 минут, а москвичи раз и навсегда избавятся от многочисленных заторов на дорогах.

В декабре 2006 года на очередном съезде ДПР Богданов подтвердил готовность вести переговоры по объединению всех российских демократов и даже пообещал в случае необходимости пожертвовать ради этого своей партией. «Мы отлично понимаем, что если в 2007 году нам не удастся провести правую оппозицию в парламент, то на демократическом движении в России можно будет ставить крест», — подчеркнул Богданов, отметив, что процесс объединения демократов должен вестись с участием избирателей, а не путём «переговоров наверху».
В 2007 году вёл передачу на радиостанции «Говорит Москва», посвящённую экономическим и социальным вопросам.
В сентябре 2007 года ДПР провела съезд, официальная часть которого состоялась в Брюсселе, а «техническая» (необходимая для участия партии в парламентских выборах) — на следующий день в Москве. В российской столице были утверждены партийные списки. Федеральный список партии возглавил Богданов. Кроме него, в первую тройку был включен председатель исполкома Вячеслав Смирнов, а также заместитель Богданова Олег Гимазов. 23 октября 2007 года ЦИК РФ зарегистрировал федеральный список кандидатов от ДПР на выборах депутатов Госдумы пятого созыва. В поддержку федерального списка кандидатов организация представила 209 тысяч 908 подписей избирателей, из них недостоверными и недействительными были признаны лишь 4,63 процента (3 тысячи 238 штук).
В октябре 2007 встретился с Вадимом Шлахтером с целью обсуждения влияния психологии на умы современной молодёжи и образовательные процессы в России. Результатом этого стал проект закона «О регулировании рекламной индустрии, нацеленной на школьников».
12 ноября 2007 года центральный совет партии «Зеленые» во главе с Анатолием Панфиловым принял решение о поддержке ДПР. Через два дня Богданов от лица возглавляемой им партии подписал «Соглашение о сотрудничестве» между ДПР и партией «Зеленые». Но это не принесло успеха ДПР: на состоявшихся 2 декабря 2007 года выборах партия Богданова набрала всего 0,13 процента голосов избирателей и кандидаты из её списка в Госдуму пятого созыва не попали.
14 декабря 2007 года Богданов был выдвинут кандидатом на пост президента России. Сам претендент на пост главы государства сообщил, что его выдвинула не партия, члены которой не успели собрать съезд, а «инициативная группа граждан». При этом Богданов выразил уверенность, что его сторонникам удастся собрать два миллиона подписей, необходимых для его регистрации в Центризбиркоме. 8 января 2008 года он объявил об успешном завершении сбора подписей в свою поддержку, а 23 января ЦИК зарегистрировал Богданова кандидатом в президенты России.
В ходе предвыборной кампании имел серьёзный конфликт, дошедший до подачи иска в суд, с лидером Либерально-демократической партии России — Владимиром Жириновским, вначале в лице своего представителя Николая Гоцы (в ходе дебатов на телеканале «Звезда» Жириновский даже полез в драку с Гоцей), а затем в ходе дебатов на канале «Россия» лично.
В 2008 году на выборах президента России баллотировался кандидатом в Президенты России, набрав 1,3 % (968,344 голосов) российских избирателей, а победу одержал первый заместитель Председателя Правительства РФ Дмитрий Медведев, который получил 70,28 процентов голосов.
О намерении «Гражданской силы» и Демократической партии России (ДПР) «начать процесс объединения всех сил на правом фланге» «Коммерсантъ» сообщил в феврале 2008 года. Отмечалось, что партии «Союз правых сил» (СПС) и «Яблоко» желания объединяться с «кремлёвскими проектами» не выразили. В августе того же года издание написало о начавшихся между руководителями ДПР и «Гражданской силы» переговорах об объединении года. Однако СМИ предположили, что таким образом партии «хотят объединиться, чтобы расплатиться с долгами» (и у ДПР, и у «Гражданской силы» после думских выборов 2007 года остался большой долг перед СМИ за пользование бесплатной агитацией). В сентябре 2008 года, после того как лидер СПС Никита Белых решил покинуть ряды партии, стало известно, что она станет частью новой правой партии, создаваемой Кремлем. Другими возможными участниками этого проекта СМИ называли ДПР и «Гражданскую силу». В октябре 2008 года Богданов, выступая на политсовете, заявил о готовности отказаться от вхождения в руководство новой партии «ради объединения демократов».
В ноябре 2008 года ДПР, «Гражданская сила» и СПС были распущены. Состоявшийся в том же месяце учредительный съезд новой партии, названной «Правое дело», утвердил трёх её сопредседателей: ими стали лидер «Деловой России» Борис Титов, а также бывший зампред СПС Леонид Гозман и журналист Георгий Бовт. Сам Богданов, хоть и выступил соучредителем партии, в руководящие органы «Правого дела» не вошёл, при этом членом Федерального совета новой партии стал его брат Тимур. Характеризуя состав политсовета партии «Правое дело», глава её подмосковного отделения Борис Надеждин признавал, что вошедшие в него представители ДПР — «это родственники и сотрудники Андрея Богданова». В это же время бывшие члены Демократической партии, не вошедшие в «Правое дело», организовали Общероссийскую общественную организацию по развитию социальных технологий «Центр Андрея Богданова», ставшей правопреемницей ДПР.
В марте 2009 года Богданов как рядовой член «Правого дела» выдвинул свою кандидатуру на пост мэра Сочи — столицы Олимпийских игр 2014 года. Подчеркивалось, что подобное решение было частной инициативой политика — «никаких решений по этому вопросу партия не принимала, пока». В апреле того же года Богданов был официально зарегистрирован в качестве кандидата в мэры Сочи. Однако в том же месяце он заявил о снятии собственной кандидатуры и о намерении поддержать своего соперника — исполняющего обязанности мэра Сочи Анатолия Пахомова, выдвинутого партией «Единая Россия».
14 сентября 2011 года, когда во главе «Правого дела» уже стоял бизнесмен Михаил Прохоров, вокруг партии разгорелся скандал. После сообщений о «захвате» предвыборного съезда противниками Прохорова, лидер «Правого дела» распустил исполком во главе с Андреем Дунаевым и исключил из партии ряд своих оппонентов, в том числе Богданова, который был избран на съезде председателем мандатной комиссии. На следующий день съезд «Правого дела» продолжил свою работу уже без Прохорова. Он был отстранен от руководства партией, исполняющим обязанности лидера был назначен Дунаев. Съезд также отменил решение об исключении Богданова, после чего тот заявил, что останется членом «Правого дела», но не планирует занимать никаких руководящих постов, так как у него «есть более интересные занятия». Прохоров же сам вышел из партии и объявил о намерении со своими сторонниками создать новое политическое объединение.
В октябре 2011 года федеральный политсовет «Правого дела» рекомендовал Богданову не выступать в СМИ от лица партии, поскольку это «не способствует популярности партии», а избирательному штабу — не использовать его образ в предвыборной агитации. В утверждённом в том же месяце ЦИКом списке «Правого дела» на выборах в Госдуму шестого созыва Богданов шёл под вторым номером. Первую строчку занял Дунаев, третью — 24-летняя профессиональная теннисистка Анна Чакветадзе. По официальным итогам состоявшихся 4 декабря 2011 года парламентских выборов «Правое дело» набрало лишь 0,6 процента голосов и не получило представительства в нижней палате парламента. Собственного кандидата на президентских выборах, намеченных на март 2012 года, партия решила не выдвигать.
В феврале 2012 года Богданов сообщил о своём выходе из «Правого дела» и о возрождении ДПР: 12 февраля в Москве прошёл съезд, который принял решение воссоздать партию и избрал Богданова её лидером. В апреле 2012 года президент Медведев подписал закон, сокративший минимальную численность партий до пятисот человек. В мае того же года ДПР получила документы о регистрации, став первой партией, зарегистрированной по новому закону.
В сентябре 2014 года возглавил созданную при его поддержке «Коммунистическую партию социальной справедливости» (КПСС), сменив на этом посту Юрия Морозова.
В августе 2015 года Андрей Богданов объявил о продаже десятка политических партий, созданных его Центром социальных технологий. По цене 250000 $ предлагается сменить руководство партии на предложенных покупателем людей, за 1 млн $ предлагается организация внутрипартийного голосования по предложенным вопросам, передача отчётов в Минюст и прочие действия для создания работающей структуры.
По состоянию на конец 2016 года являлся членом правления «Российской ассоциации политических консультантов».
10 сентября 2017 года во время онлайн-марафона «Ночь выборов 2017» заявлял о своём намерении выставить свою кандидатуру на президентских выборах 2018 года.
В конце 2017 организовал праймериз непарламентских партий «Форум Третья Сила» по отбору кандидатов на предстоящие президентские выборы, на праймеризе шел кандидатом от Демократической партии, занял второе место.
Сопровождал кандидата от КПСС Олега Булаева, который, однако же, в конечном итоге отказался от участия.
26 декабря 2023 года подал Богданов документы в ЦИК для участия в президентских выборах 2024 года от «Российской партии свободы и справедливости». 28 декабря 2023 года ЦИК допустил кандидата к сбору подписей в свою поддержку и разрешил открыть избирательный счёт. Для участия в выборах ему требовалось собрать 100 тысяч подписей избирателей. По данным на 12 января 2024 года, Андрей Богданов собрал 36 тысяч подписей в свою поддержку. 21 января 2024 года стало известно, что Богданов собрал более 71 тысячи подписей. На 24 января 2024 года кандидат получил 90 000 подписей в свою поддержку. 31 января 2024 года Андрей Богданов, сдав в ЦИК подписи в свою поддержку для регистрации, заявил, что снимает свою кандидатуру из-за наличия у него открытого иностранного счёта.

## В масонстве
С 2006 года досточтимый мастер ложи «Цитадель» № 27.
30 июня 2007 года был избран и поставлен на должность великого мастера Великой ложи России.
В июле 2010 года Андрей Богданов был повторно избран на должность великого мастера Великой ложи России на срок 5 лет, до 2015 года.
В 2015 году, на своей ежегодной ассамблее, Андрей Богданов был ещё раз избран на должность великого мастера Великой ложи России, и будет занимать должность великого мастера 5 лет, до 2020 года.
Андрей Богданов не скрывает своей принадлежности к масонской организации, открыто даёт интервью в СМИ и регулярно делится фотографиями с подписчиками его страниц в Facebook и Instagram.

## Личная жизнь
Женат. Воспитывает двоих детей. Супруга Богданова Ирина — начальник департамента образовательных программ Центра социальных технологий, ответственный секретарь Всероссийского комитета граждан за честные выборы, член Экспертного совета Департамента образования Москвы.
Увлекается рыбалкой и футболом. Награждён МФСО «Спартак» имени Н. П. Старостина памятным знаком «За заслуги и большой вклад в общественное спартаковское движение».

## Научная деятельность
В 2002 году стал кандидатом политических наук, защитив диссертацию в МГУ на тему «Политическая теория почвенничества (А. А. Григорьев, Ф. М. Достоевский, Н. Н. Страхов)».